# ميديام
ميديام (بالإنجليزية: Medium)‏ هي منصة مدونة عبر الإنترنت تم إنشاؤها في أغسطس 2012 من قبل Evan Williams وBiz Stone ، مؤسسي Twitter وBlogger. يقدم الموقع واجهة wysiwyg من التدوين الحد الأدنى المصممة للنصوص الطويلة، مجمعة من قبل «مجموعات» (افتتاحية جزئيا) ، فضلا عن وظائف الاكتشاف والمشاركة والتوصية. وتدفع الشركة أيضاً بعض المؤلفين المحترفين، سواء أكانوا مستقلين أم أكثر انتظاماً، مثل جوشوا ديفيس وجوشوا بيرمان (الذي ينشر بعض مقالات مجلة Epic على المنصة).
يبدو أن الهدف من موقع ميديوم هو إنشاء منصة توفر أقصى قدر من الرؤية للنصوص بغض النظر عن المؤلف، للتغلب على الصعوبة المتأصلة في المدونات للعثور على القراء

## التاريخ
تم إنشاء Medium في أغسطس 2012 من قبل Evan Williams و Biz Stone. في البداية يتم تمويل الوسيط عبر شركة Obvious Corporation..
في 17 أبريل 2013 ، قامت مجلة Matter المكتسبة المتوسطة بإعادة تسميتها "Matters Studios" ، بهدف تحويلها إلى حاضنة موهوبة، على غرار HBO أو Amazon Studios للأفلام.
ثم تستأجر الشركة ما يقرب من 50 موظفًا بدوام كامل بعد الجولة الأولى البالغة 25 مليون دولار في يناير 2014 من شركتي Greylock Partners و Google Ventures و Betaworks والمستثمرين من القطاع الخاص.
في أيلول 2015 ، ترفع شركة Medium استثمارات قيمتها 75 مليون دولار، بما في ذلك Google Ventures و Greylock Partners. قيمة المعاملة هذه متوسطة بمبلغ 400 مليون دولار.
في أكتوبر / تشرين الأول 2015 ، بعد عودة جاك دورسي على رأس تويتر ، يحاول إيفان ويليامز إقناعه بشراء Medium مقابل 500 مليون دولار، لكن العملية لن تحدث، خاصة بسبب السعر
في أبريل 2016 ، قدمت شركة Medium سلسلة من الميزات الجديدة، بما في ذلك قدرة المنشورات على ترحيل موقعها بشكل كامل إلى النظام الأساسي ونشر مشاركات برعاية معظم الإيرادات، بشرط أن تحقق مستوى معينًا من الأرباح. من بين العناوين الأولى التي تم الإعلان عنها، مواقع مثل The Awl و The Billfold.
في يونيو 2016 ، حصلت شركة Medium على Superfeedr ، وهي شركة ناشئة متخصصة في التوزيع الفوري لخلاصات RSS
في أغسطس 2016 ، قامت شركة Medium Medium Inceded ، وهي شركة ناشئة، بدمج العديد من أنواع الوسائط بسهولة في موقع إلكتروني (صورة، صوت، فيديو، بيانات المنتج، وما إلى ذلك). لم يتم الكشف عن مبلغ المعاملة

## الهوية البصرية

الشعار منذ آب / أغسطس عام 2017
حرف واحد فقط من الشعار الجديد (تستخدم أساسا باعتبارها فافيكون)